# صالح مرسي
صالح مرسي. من مواليد مدينة كفرالزيات بمحافظة الغربية (17 فبراير 1929 - 24 أغسطس 1996 ) كان كاتباً وروائياً مصري له العديد من الأعمال المتميزة، وهو أشهر من كتب في أدب الجاسوسية العربية. قام في الثمانينات من القرن العشرين بتأليف قصة رأفت الهجان. كان يعمل مع جهاز المخابرات العامة المصرية فيما يخص الروايات الخاصة بالجهاز، ويعتبر من المدنيين الذين عملوا مع المخابرات المصرية. توفي يوم 24 أغسطس عام 1996 في الساحل الشمالي على إثر هبوط حاد في الدورة الدموية.

## بعض من أعماله
- دموع في عيون وقحة رواية من ملفات المخابرات المصرية.
- رأفت الهجان، الجزء الأول 1987، الحزء الثاني 1990، الجزء الثالث 1991، رواية من ملفات المخابرات المصرية.
- الحفار رواية من ملفات المخابرات المصرية.
- الصعود إلى الهاوية، 1978، رواية من ملفات المخابرات المصرية
- الذين يحترقون، 1977
- أنا قلبي دليلي
- زقاق السيد البلطي[3]
- البحار موندي
- الكداب، 1975، فيلم
- صور من مصر
- قصة زواج عصري
- رواية المهاجرون
- حرب الجواسيس رواية من ملفات المخابرات المصرية.
- حب للبيع
- الخوف
- سمية فهمى
- هم و أنا
- السير فوق خيوط العنكبوت
- البحر
- ثورة اليمن